# Маргарита Гонзага (герцогиня Лотаринзька)
Маргарита Гонзага (італ. Margherita Gonzaga, 2 жовтня 1591 —  7 лютого 1632) — мантуанська принцеса з дому Гонзага, донька герцога Мантуї та Монтферрата Вінченцо I Гонзага та тосканської принцеси Елеонори Медічі, дружина герцога Лотарингії Генріха II Доброго.

## Біографія
Маргарита народилась 2 жовтня 1591 року у Мантуї. Вона була четвертою дитиною та старшою донькою в родині герцога Мантуї та Монтферрата Вінченцо I Гонзага та його другої дружини Елеонори Медічі. Дівчинка мала старших братів Франческо та Фердинандо. Ще один брат, Гульєльмо Доменіко, помер за кілька місяців до її народження. Згодом в сім'ї з'явились молодші дітиː Вінченцо та Елеонора.
У віці 14 років Маргариту повінчали із 42-річним принцом Генріхом Лотаринзьким, спадкоємцем герцогського престолу. Весілля відбулося в Мантуї 24 квітня 1606. Для нареченого це був другий союз. Від першого шлюбу з Катериною Наваррською дітей він не мав. Посагом Маргарити було маркграфство Номені та землі Летрікур.
14 травня 1608 Генріх став правителем Лотарингії.
У подружжя народилося четверо доньок, з яких вижили дві. Чоловік помер у липні 1624. Маргарита після цього попрямувала до французького двору представляти інтереси старшої доньки як законної спадкоємиці герцогства, щоб отримати підтримку французького престолу.
Повернувшись, вдовіюча герцогиня кілька років прожила в Номені.
Померла 7 лютого 1632 року в Нансі. Похована поруч з чоловіком.

## Родина
Чоловік Генріх II Добрий, герцог Лотаринзький
Дітиː
- Ніколь (1608—1657) — дружина герцога Лотарингії Карла IV, дітей не мала;
- Клаудія (1612—1648) — дружина герцога Лотарингії Ніколя II Франсуа, мала п'ятеро дітей.